# Босански Петровац
Босански Петровац (Петровац од 31. октобра 1992. до 15. септембра 1995.) је градско насеље и средиште истоимене општине у западном дијелу ентитета Федерација Босне и Херцеговине, БиХ, са 3.427 пописаним становником према резултатима пописа из 2013.

## Географија
Град Босански Петровац се налази на раскрсници путева Бихаћ — Јајце — Книн, у Петровачком пољу, између планина Осјеченице, Клековаче и Грмеча, на надморској висини од 664 м. Општину окружују планине Грмеч са сјевера, са запада Рисовац и Цава, а са југа Осјечница. Планине су богате шумама, што представља основу економског развоја општине. Саму висораван највише карактерише крашко тло. Осим неколико незнатних извора на подножју околних обронака на овој висоравни нема ни једне ријеке, чак нити овећег потока.

## Историја
Као насеље Босански Петровац је постојало још у римско доба као раскрсница путева. Константин Порфирогенит га спомиње у 10. вијеку под називом Псет. Раздобље римске доминације овде је потврђено налазима на 15 локалитета, што већ само по себи говори о веома слабом насељавању ових подручја у то време. На локалитету Буковаца налазе се трагови римске некрополе, где је откривена касно-античка гробница и римски новац. Само 16 локалитета из периода средњег вијека говори да је ово географски веома пространо подручје слабо насељено и у овом периоду. Средњовековни град Бјелај (стари топоним Билај) који се налази на рубу Бјелајског (Билајског) поља, први пут се у документима спомиње 945. године. Средњовековна архитектура овог града је и данас доста добро очувана. У писаним документима, насеље које је било на мјесту данашњег Босанског Петровца спомиње се 1334. године под називом St. Petri de eodem. Османлије ово подручје освајају између 1520. и 1530. године и ту организују кадилук Новосел. Петровачки град је дочекао у добром стању окупацију Аустроугарске 1878. године. Вероватно је порушен 1905. године приликом спровођења регулационог плана, који је изградила аустроугарска власт. У вријеме османске доминације био је сједиште Петровачке капетаније. За Босански Петровац значајно је напоменути производњу ћилима у кућној радиности.

### Први свјетски рат
Након атентата у Сарајеву ријетко који градоначелник у бихаћком округу је имао прилику да саопшти како је атентат изазвао искрену и велику жалост код свих слојева становништва, осим градоначелника Босанског Петровца. Поред тога, он је саопштио да су све најављене приредбе отказане и да су црне заставе истакнуте на кућама свих конфесија. Полицијске власти, ипак, нису биле без посла у петровачком срезу. Непосредно послије атентата и завођења ванредног стања, Четврто крило жандармеријске корпусне команде јавило је окружним властима да се послије догађаја у вези са атентатом на дане 2. и 3. јула у Босанском Петровцу није десило ништа узнемиравајуће, уз напомену да су странци свих националности веома потиштени.
Након објаве ванредног (29. јуна), а затим и опсадног стања (17. јула), становништво у Босанском Петровцу је, поводом наредбе власти, добровољно предало оружје које је у већини случајева било без вриједности. Ријетки су били случајеви преметачине и насилног одузимања оружја. Такође, окружне власти у Бихаћу, поводом затварања православних вјерских школа, извијестиле су Земаљску владу да затварање школа „није наишло на отпор, па ни у Бос. Петровцу, с обзиром на то да је Црквено-школска општина још у јуну одлучила да затвори школу и децу пошаље у комуналну“.Десетог августа 1914. године почело је отпремање првих политички сумњивих лица у интернацију, у логор Арад. Ова лица прво су одвођена у Брод гдје су чекали даљи транспорт. Први воз са затвореницима за Арад кренуо је 15. августа. Осим Арада петровачки интернирци упућивани су у логор Жегар код Бихаћа. Један од првих из Босанског Петровца интерниран у Араду био је свештеник Никодим Новаковић. Тамо је упућен након што је петровачки жандармеријски командир Рагуж у Бању Луку упутио извјештај у којем стоји: „У посљедње вријеме у петровачкој чаршији осјећа се све већи отпор нашој власти. У томе су нарочито активни свештеници Никодим Новаковић, Владо Кецман и Лука Прошић из смољанске парохије. Често се састају по приватним кућама и сједе до касно по ноћи. Шећу по граду дигнуте главе, не поздрављају никога из наше власти, а кад су државни празници никад не истичу државну заставу на својим кућама, а на тај начин, српском заставом означавају сваку државну и вјерску светковину Србије и Црне Горе”. Послије извјештаја Рагужа, дошао је налог из Бање Луке: „да се одреди кућни притвор свештенику Никодиму Новаковићу и свештенику Влади Кецману од мјесец дана. Да се за то вријеме саслушају свједоци о тим њиховим разним инкриминацијама и нелојалном понашању према нашој круни и власти“. Сазнавши за одлуку Бањолучког жандармеријског центра, петровачки хоџа Мухамед Шехић, који је имао велики утицај код петровачких среских власти, заложио се за свештеника Владу Кецмана, тражећи да буде ослобођен због лошег здравственог стања. Власти су прихватиле Шехићеву молбу, те је Кецман само упозорен на понашање, док је Новаковић отпремљен у логор Арад.
У Бањолучком велеиздајничком процесу суђено је инжењеру Сими Мирковићу, поријеклом из Колунића код Босанског Петровца. Он је, заједно са Васиљом Грђићем и Владимиром Ћоровићем спадао у другу групу оптужених, под оптужбом да су „управили и управљали рад друштва Просвјете на буњењу народа преко листова и календара и што су подупирали све српске организације у Босни и Херцеговини, као Соколство, Побратимство и Земљорадничке задруге“. Инжењер Мирковић је на суђењу порицао сваку везу са Народном одбраном, тврдећи да све до атентата није ни знао да та организација постоји. Признао је да је радио на стварању организација Соколи и Побратимство са циљем да им помогне јер им је основна дјелатност била тјелесно и духовно јачање чланова. Порицао је било какву одговорност везану за писање Календара и листа Просвјета, јер је он по закону о штампи био одговорни уредник, истичући, да је осим његове постојала и државна цензура. Владимир Ћоровић забиљежио је начин изрицања казне Сими Мирковићу: „Пред свима оптуженицима и свом публиком прочитао је председник суда Сими Мирковићу и Владимиру Ћоровићу, да су суђени на основу 114, први са пет, а други са две године. После, у тој истој осуди, обојици је читано по други пут, да су суђени на основу 111, први на десет, а други на пет година. Ствар је била доста јасна и оптуженима саопштена од надзорника затвора Рудолфа Киндига. Прва је осуда била судска, а друга је накнадно донесена, кад је с владе стигао захтев, да заступници „Просвјете“ морају бити кажњени као чисти велеиздајници“. Затворску казну, до краја рата и ослобођења, Симо Мирковић служио је у Зеници, радећи као књиговезац.
Окупационе власти су често прогониле и свештеника Славка Трнинића, поријеклом из Босанског Петровца, који је 1914. године службовао у Добоју. Властима је од раније било познато његово ангажовање у ширењу Кочићевог утицаја у которварошком и тешањском крају. На судском процесу у Бањој Луци тужилац је цитирао једно Трнинићево писмо калуђеру Драгутину Тихом из 1912. године, у којем се Трнинић хвалио да је у оквирима својих могућности подизао „учмалу свијест и понос потиштеног Српског Народа и углед Отаџбине и Кочићеваца у овим крајевима“, даље наводећи да је „потенцирао њезину јакост, долазио у додир и са интелигентом и са тежаком, упознао га са програмом Кочићеве групе, са идејом једног сложног и заједничког рада, тако те је сада створен темељ за провођење једне чисто страначке организације“, која је у Босанској Крајини почивала на аграрном програму. Усљед одласка радно способних људи у рат среска експозитура у Дрвару имала је велике проблеме у привреди, због чега је петровачка среска управа морала организовати обраду њива и штедњу залиха хране. Пољопривредним јесењим радовима руководили су жандари и учитељи. На смањење залиха хране за људе и стоку утицало је и кориштење Штајнбајсове пруге у војне сврхе. Стога су власти забраниле извоз и клање стоке, заводећи максимирање цијена животних намирница у срезу Босански Петровац. У току 1914. године обезбијеђено је око 20.000 kg жита. Сушна и неродна 1916. одразила се и на 1917. годину. Те 1917. године настала је права глад, која се посебно осјећала у бихаћком, травничком, мостарском и сарајевском округу. Већ у априлу 1917. године у Босанском Петровцу по глави становника спадало је свега 4 kg брашна мјесечно, те је народ био принуђен да се храни зељем, копривама и другим травама. У оваквој невољи, да би прехранили породицу, људи из Босанског Петровца ишли су у Славонију, не би ли тамо нашли мало жита. Продавао се и посљедњи комад земље или грло стоке како би се обезбиједила средства за пут и куповину пријеко потребног жита, које се могло пренијети само кријумчарењем. Било је случајева гдје су се читаве породице исељавале у Славонију или Угарску. Петровачки срески начелник је почетком 1918. године храну која је била намијењена петровачком народу продавао у Далмацију. У то вријеме цијена једног килограма брашна у Босанском Петровцу кретала се од 1.80 до 2.40 круна. Дјеца из Босанског Петровца су крајем 1917. и током 1918. године отпремана на прехрану у Хрватску, Бачку, Барању и Срем. Укупно је одведено 714 дјеце, од чега је код удомитеља остало 264 а враћено њих 450. У октобру 1918. године, у петровачком срезу завладала је шпанска грозница, која је, према свједочењу савременика свештеника Петра Рађеновића, за два мјесеца (октобар и новембар) однијела око 200 живота само у парохији Крњеуша. Заједно са осталим аустроугарским поданицима у аустроугарску војску мобилисани су и Срби. Већина ових мобилисаних војника одмах је послана на обуку у Беч, Грац, Линц, Пешту или нека друга мјеста, а затим су распоређивани на фронтове у Србији, Галицији и Италији. Нашавши се у заиста тешкој ситуацији, многи војници Срби почели су бјежати или се предавати српској, италијанској или руској војсци, зависно од тога на којем фронту су се налазили. Најчешћа дезертерства српских војника у аустроугарској војсци дешавала су се на Источном фронту. Од самог почетка живота у италијанским логорима поједини дезертери и мање групе заробљеника тражили су од италијанских власти да их пусте да иду као добровољци на фронт који покрива српска војска. Након што је Прва српска добровољачка дивизија формирана у Одеси – 16. априла 1916. године, до краја рата своје мјесто међу добровољцима нашло је и 156 војника из Босанског Петровца. Цар Николај II Романов је 1916. године орденом Светог Ђорђа I реда одликовао Милана Лукића Кајџу из Дринића, а Раде Кецмнан, такође из Дринића, био је носилац Споменице рата за ослобођење и уједињење 1914–1918. године. Према доступним подацима, за потребе Аустроугарске војске у срезу Босански Петровац мобилисано је 5.473 војника (у овај број улазе и војници из Дрвара и Кулен Вакуфа). У току рата, живот је изгубило њих 584, а ратним војним инвалидима проглашено је 262 (Срба 166, муслимана 78, Хрвата 15 и три из групе остали).

### Други свјетски рат
Петровачки крај је био значајно партизанско упориште током Другог светског рата. У Петровцу је одржан Први конгрес лекара НОВЈ 25. септембра 1942. Исте године 1. новембра у Петровцу је формирана Прва пролетерска дивизија НОВЈ, а од 6. до 8. децембра је одржана Пра конференција Антифашистичког фронта жена. Од септембра до децембра 1942. године у граду је боравио Тито па се може рећи да је за то време Босански Петровац био de facto главни град ослобођене територије под партизанима.
Злочини Хрвата усташа
Покољи над Србима у овом срезу почели су 26. јула убиством 10 мештана села Колунић. Од 29. до 31. јула Хрвати су напунили школу у Петровцу живљем из околних села. Сви су побијени рафалима из митраљеза. После масакра школу су запалили.
У Босанском Петровцу, 27. јула 1941. Хрвати су ухапсили 50 Срба а преко ноћи довели у затвор већи број, и то оних које дању нису могли ухапсити. Неке од похапшених су одмах по хватању убили пред затвором среског суда, а остале ноћу у самом затвору.
Трговац из Босанског Петровца, Рајко Чајкановић се налазио у оној групи Срба затвореника у Босанском Петровцу за коју је у лето 1941. усташки заповедник Шљарић издао наредбу да се сви у затвору поубијају. Хрвати су приступили одмах извршењу наређења и почели да пуцају на затворенике. По испаљеном плотуну, Чајкановић се иако није био погођен срушио на под и направио мртав. Затим је дошао други па трећи плотун и „Срби су падали као снопље на под“. Неколицина поубијаних срушила се на Чајкановића и тако га заштитили својим телима. Када су ових 60 Срба пали Хрвати су престали да пуцају, само је један од њих са револвером у руци приступио ближе гомили лешева и опалио неколико метака на оне који су показивали ма какав знак живота. Чајкановић је и овај пут имао среће да не буде погођен мада у сви око њега били мецима изрешетани. Када су констатовали да су сви Срби мртви изашли су напоље. Међутим вратили су се још једном поново прегледали да ли су сви поубијани, а затим се удаљили из затвора. Целу ту ноћ Чајкановић је слушао пуцњаву испред затвора, где су Хрвати убијали оне Србе које су током ноћи ухапсили и доводили. Када се пуцњава утишала, у затвор је ушао кључар, прегледао собу где су се налазили поубијани Срби, изашао напоље не закључавши врата за собом.
Чим су се повукли из затвора, Чајкановић се по глави намазао крвљу и мозгом поубијаних људи, како би заиста давао утисак мртвог човека. „Почело је да свиће. Подигао сам главу да видим да ли је још ко од присутних жив. На моју велику радост“, каже Чајкановић „видео сам да се још мичу Ђура Ћук и Лука Броћета, земљорадници, Божидар Шљивар, дечко од 16 година и Симо Грубер, старац од 70 година. Не оклевајући рекао сам одмах Ћуку и Броћети да би требало нешто предузети да бисмо побегли из затвора. Ћук је код себе имао велики нож и њиме је почео да копа зид, али у томе није успео, јер је овај био од камена. Затим је један од њих двојице устао, дошао до врата и утврдио да нису била закључана“. На сву срећу што нису одмах кренули у бекство, јер би их Хрвати приметили и накнадно поубијали. Док су се они премишљали изненада је у собу ушао један, који је приметио да су Шљивар и Грубер живи. „Одмах је испалио на сваког од њих по један метак и тако их убио. После тога је изашао из собе и није се више враћао“. Чајкановић је затим послао Ћука на врата да види да ли има кога напољу. Овај га је послушао али се није вратио унутра што је био добар знак: искористио је прилику да побегне. Са Ћуком је изашао и Лука Броћета и почела су обојица да беже преко дворишта у истом правцу. Међутим, иако је Ћука приметио Хрват који је био на стражи, успео је да побегне, „док је на Броћету стражар испалио један метак и убио га у кукурузима“. После овога и Чајкановић се извукао из затвора и видевши како је Броћета настрадао, побегао је у другом правцу. Бежећи преко вртова стигао је у башту проте Николе Новаковића и увукао се у једну јаму покривену даскама. Пошто се уверио да око њега свуда влада мир, остао је ту један дан. Међутим десила му се једна незгода. Жена Симе Бањца и још једна Хрватица случајно су прелазиле преко парохијске баште, и због велике траве нису приметиле јаму, те једна од њих стане на даске које се због терета размакну и она упадне унутра. Приметила је да се неко налази у јами, искочила и почела да бежи вриштећи. Чајкановић је био свестан опасности која му прети, стога је изашао из јаме и позвао обе жене да се врате, објаснио им свој случај и замолио их, нарочито Хрватицу, да га не пријављује усташама, који би га, ако дознају где је, сигурно потражили и убили. Пошто су му обе обећале да га неће пријавити, Чајкановић се опет вратио у јаму, одакле се истог дана предвече извукао и прешао у башту Симе Бањца. Два дана је провео у Бањчевом хамбару, а затим је прешао у своју шталу, где је провео три дана. Ту га је жена врло опрезно посећивала и доносила му храну и воду. Четврти дан је морао да напусти шталу коју је полиција реквирирала за хрватску војску, тада је прешао у кућу, попео се на таван и ту остао 40 дана. Када је и кућа реквирирана за хрватску војску, Чајкановић је са женом покупио неке најнеопходније ствари и прешао у своју другу кућу на периферији Босанског Петровца. Када су сви Срби из Босанског Петровца морали да се иселе у Приједор и Чајкановић се са женом иселио и одатле касније прешао у Србију. У Београд је стигао 22. септембра 1942. године.
Из разних места у Босанској Крајини: Босанског Петровца, Босанске Крупе, Бихаћа и других, лета 1941. године бачено је у јаму код села Рисовца, срез Босански Петровац око 300 најугледнијих Срба.
У срезу Босански Петровац у селу Туку, спаљено је 250 српских кућа, а само у једној од њих изгорело је 75 српских душа.
Поједине православне цркве претваране су у штале. Тако су Хрвати у селу Јасеновцу користили цркву као шталу све док је нису разрушили, а тако су поступали и са црквом у Босанском Петровцу.
У срезу Босански Петровац од 12 цркава, колико их је било, 8 је потпуно или делимично порушено. У самом Босанском Петровцу у јесен 1941. године Хрвати су почели да руше цркву, али су их у томе омели Италијани, који су по други пут окупирали овај део НДХ. Порушене су цркве у селима: Пркосима, Колунић, Вуковачи, Јањанима, Крњеуши, Кулен-Вакуфу и манастиру Рмњу.
Хрвати су у периоду 1941—1945. на подручју среза Босански Петровац доследно геноцидним радњама на 22 стратишта убиле 3.790 лица српске националности. Овим бројем нису обухваћене жртве из јаме Рисовац и Боричевац.

## Становништво
|                      | 2013.          | 1991.           | 1981.           | 1971.           |
| Укупно               | 3 427 (100,0%) | 5 381 (100,0%)  | 4 547 (100,0%)  | 4 016 (100,0%)  |
| Бошњаци              | 2 574 (75,11%) | 2 678 (49,77%)1 | 2 248 (49,44%)1 | 2 551 (63,52%)1 |
| Срби                 | 777 (22,67%)   | 2 345 (43,58%)  | 1 428 (31,41%)  | 1 257 (31,30%)  |
| Муслимани            | 18 (0,525%)    | –               | –               | –               |
| Неизјашњени          | 17 (0,496%)    | –               | –               | –               |
| Босанци              | 13 (0,379%)    | –               | –               | –               |
| Хрвати               | 9 (0,263%)     | 28 (0,520%)     | 36 (0,792%)     | 39 (0,971%)     |
| Остали               | 7 (0,204%)     | 77 (1,431%)     | 21 (0,462%)     | 34 (0,847%)     |
| Босанци и Херцеговци | 3 (0,088%)     | –               | –               | –               |
| Непознато            | 3 (0,088%)     | –               | –               | –               |
| Југословени          | 1 (0,029%)     | 253 (4,702%)    | 794 (17,46%)    | 124 (3,088%)    |
| Црногорци            | 1 (0,029%)     | –               | 11 (0,242%)     | 6 (0,149%)      |
| Македонци            | 1 (0,029%)     | –               | 7 (0,154%)      | 1 (0,025%)      |
| Албанци              | 1 (0,029%)     | –               | –               | 2 (0,050%)      |
| Турци                | 1 (0,029%)     | –               | –               | –               |
| Православци          | 1 (0,029%)     | –               | –               | –               |
| Словенци             | –              | –               | 2 (0,044%)      | 2 (0,050%)      |

1. 1 На пописима од 1971. до 1991. Бошњаци су пописивани углавном као Муслимани.

## Познате личности

### Рођени у граду Петровцу
- Рифет Бахтијарагић, књижевник.
- Мерсад Бербер, југословенски сликар.
- Душан Борчић, југословенски и српски официр и пилот у Другом светском рату.
- Петар Волк, српски позоришни и филмски критичар.
- Бранко Гавела, српски археолог и историчар уметности.
- Ђуро Гавела, српски књижевник.
- Бранко Деспот, српски хирург, хроничар и универзитетски професор.
- Скендер Куленовић, југословенски и српски писац и песник.
- Мишо Марић, песник.
- Хусеин Шехић, песник.

### Рођени на подручју општине
- Јован Бијелић, српски и југословенски сликар, рођен у Ревенику.
- Хризостом Јевић, епископ бихаћко-петровачки, епископ зворничко-тузлански и митрополит дабробосански, рођен у Вођеници.
- Момир Кецман, српски рвач, рођен у Крњој Јели.
- Драган Лукач, министар унутрашњих послова Републике Српске, рођен у Крњеуши.
- Николај Мрђа, митрополит дабробосански, рођен у Крњој Јели.
- Маринко Роквић, српски пјевач, рођен у Колунићу.
- Марко Ступар, српски сликар, рођен у Вођеници.
- Ахмет Хромаџић, југословенски и босанскохерцеговачки писац, рођен у Бјелају.

### Поријеклом са подручја Петровца
- Рената Агостини Шарац, српска глумица, театролог и универзитетски професор, отац из Бјелаја.
- Мирко Алвировић, српски новинар, отац из Доброг Села, а мајка из Меденог Поља.
- Младен Алвировић, син Мирка Алвировића, српски новинар, отац родом из Петровца.
- Адис Ахметовић, немачки политичар и посланик у Бундестагу, мајка из Петровца.
- Раде Баста, бивши министар у влади Републике Србије, отац из Меденог Поља.
- Северин Бијелић, глумац, син сликара Јована Бијелића, отац из Ревеника.
- Никола Бјелајац, босанскохерцеговачки пливач, мајка од Пећанаца из Суваје.
- Маја Волк, ћерка Петра Волка, српска списатељица, отац из Петровца.
- Мирај Грбић, босанскохерцеговачки глумац, отац из Крњеуше.
- Драган Жилић, српски фудбалски голман, мајка родом од Петровца.
- Халил Јагањац, хрватски рукометаш, отац из Петровца.
- Душан Кецман, српски кошаркаш, отац из Дринића.
- Душан Керкез, српски фудбалер и фудбалски тренер, отац из Вођенице.
- Синиша Ковачевић, српски кошаркаш, отац са Бравска.
- Вук Куленовић, син Скендера Куленовића, српски композитор, отац из Петровца.
- Душко Мазалица, српски глумац, мајка са Бравска.
- Срђан Мазалица, српски политичар, мајка са Бравска.
- Братислава Буба Морина (рођ. Бањац), српски политичар, отац из Дринића.
- Драган Мрђа, српски фудбалер, пореклом из Рашновца.
- Илија Миљуш, српски фудбалер и фудбалски тренер, отац из Бјелаја (из Цимеша).
- Мустафа Надаревић, хрватски глумац, отац из Петровца.
- Весна Пећанац, српска глумица, мајка из Буковаче.
- Татјана Кецман, српска глумица, родом из Петровца
- Горан Радаковић, српски глумац, отац из Вођенице.
- Бранко Ракић, српски и југословенски педагог, отац Ђорђо и мајка Роксанда Ђукић, родом из околине Петровца.
- Милица Ракић, трогодишња жртва НАТО-агресије на СРЈ, отац из Колунића.
- Марко Роквић, син Маринка Роквића, српски певач, отац из Колунића.
- Никола Роквић, син Маринка Роквића, српски певач, отац из Колунића.
- Ивана Станковић, модел и ТВ водитељка, родом из Петровца.
- Раденка Шева, српска глумица, мајка из Ревеника.

### Петровачкихероји
Двадесет троје учесника НОБ-а рођених на територији Босанског Петровца је одликовано Орденом народног хероја. Њима у част, послије рата је изграђен парк у ком су се налазиле статуе свих 23 народна хероја. Након 15. септембра 1995, када је Армија РБиХ заузела град, већина статуа је уништено, а у парку је изграђена џамија.
| Име и презиме            | Место рођења          | Погинуо                  | За НХ проглашен |
| ------------------------ | --------------------- | ------------------------ | --------------- |
| Радивој Родић            | Крњеуша, Петровац     | Агићи, 1942.             | 1953.           |
| Здравко Челар            | Рашиновац, Петровац   | Јошавка, 1942.           | 1942.           |
| Махмут Ибрахимпашић Машо | Бјелај, Петровац      | Битка за Београд, 1944.  | 1944.           |
| Миладин Зорић Гарача     | Орашко Брдо, Петровац | Сремски фронт, 1945.     | 1945.           |
| Ђуран Ковачевић          | Буковача, Петровац    | не                       | 1945.           |
| Пане Ђукић Лимар         | Капљув, Петровац      | не                       | 1951.           |
| Никола Карановић         | Пркоси, Петровац      | не                       | 1951.           |
| Светозар Качар           | Бара, Петровац        | Грађевине на Ибру, 1944. | 1951.           |
| Милан Ћуп                | Ведро Поље, Петровац  | Враница, 1944.           | 1951.           |
| Владо Бајић              | Бара, Петровац        | не                       | 1952.           |
| Никола Војводић Војвода  | Орашко Брдо, Петровац | Ораховац код Праче 1943. | 1953.           |
| Илија Дошен              | Ведро Поље, Петровац  | не                       | 1953.           |
| Драго Ђукић              | Медено Поље, Петровац | не                       | 1953.           |
| Марко Јокић              | Вођеница, Петровац    | Десант на Дрвар, 1944.   | 1953.           |
| Богдан Капелан           | Рашиновац, Петровац   | Ужичка Република, 1941.  | 1953.           |
| Мирко Кесић Кешо         | Медено Поље, Петровац | Биоска, 1944.            | 1953.           |
| Перо Кецман Мукоња       | Буковача, Петровац    | Деветак, 1943.           | 1953.           |
| Миле Латиновић           | Јасеновац, Петровац   | Товарник, 1944.          | 1953.           |
| Триво Латиновић Гароња   | Бравско, Петровац     | Кључ, 1943.              | 1953.           |
| Драго Мажар              | Крњеуша, Петровац     | не                       | 1953.           |
| Ђуро Пећанац Ђурекан     | Суваја, Петровац      | Бравско, Петровац, 1942. | 1953.           |
| Бранко Сурла             | Врточе, Петровац      | Мионица, 1944.           | 1953.           |
| Васо Келечевић           | Оштрељ, Петровац      | Оштрељ, Петровац, 1941.  | 1953.           |